# HC Slovan Bratislava
HC Slovan Bratislava (celým názvem: Hockey Club Slovan Bratislava) je slovenský klub ledního hokeje, který sídlí v bratislavské městské části Nové Mesto. Od sezóny 2019/20 působí ve Slovenské hokejové extralize (Tipsport Liga), slovenské nejvyšší soutěži v ledním hokeji. Před touto sezónou Slovan přestoupil z finančních důvodů z ruské soutěže ledního hokeje KHL. Klubové barvy jsou tmavě modrá, bílá, červená.
Celkově se jedná o devítinásobného mistra Slovenska (poslední titul ze sezóny 2021/22). Ve federální éře zvítězil Slovan pouze v sezóně 1978/79, ovšem i tak se jedná o statisticky nejúspěšnější slovenský klub federální éry. Za druhé světové války byl Slovan účastníkem nejvyšší slovenské soutěže, kde získal celkově tři mistrovské tituly. Ovšem ty nejsou považovány za oficiální na rozdíl třeba od fotbalové soutěže v téže éře. V základní části KHL 2013/14 měl klub průměr 10 013 diváků na zápas, což představovalo sedmou nejvyšší průměrnou návštěvnost mezi evropskými kluby. V samotné KHL se jednalo o třetí nejvyšší průměrnou návštěvnost na zápas.
Své domácí zápasy odehrává na zimním stadionu Ondreje Nepely s kapacitou 10 055 diváků.

## Historie
Zdroj:
Sportovní klub ŠK Slovan Bratislava byl založen v roce 1919 jako čistě fotbalový klub, tehdy ještě pod názvem 1. ČsŠK Bratislava. V roce 1921 byl ve sportovním klubu založen hokejový oddíl, prvně ovšem jako oddíl bandy hokeje. Na lední (tehdy kanadský) hokej se oddíl přeorientoval v roce 1924. První zápas podle kanadských pravidel hry byl sehrán ve Vídni v prosinci 1924 proti mužstvu Wieneru EV, bratislavští v něm podlehli zkušenějšímu soupeři poměrem 1:6. V roce 1937 získal oddíl titul mistra slovenské župy. K zvýšení úrovně bratislavského hokeje přispělo i otevření zimního stadionu na Tehelném poli dne 14. prosince 1940.
Po druhé světové válce byl Slovan velmi dlouhou dobu jediným slovenským účastníkem nejvyšší soutěže a několikrát získal titul vicemistra. Jediný titul v československé lize v kategorii dospělých získal Slovan pod vedením trenéra Ladislava Horského v sezóně 1978/79. Kromě mužů získaly v osmdesátých letech mistrovské tituly i starší a mladší dorostenci. V letech 1974–1979 získaly starší dorostenci čtyři tituly v průběhu pěti let.
Po osamostatnění Slovenska se stal Slovan devětkrát mistrem své země v kategorii mužů a jedenáctkrát mistrem v mládežnickým kategoriích (od starších žáků až po juniory). Od sezóny 2012/13 pak mužské družstvo působilo v mezinárodní soutěži KHL. Konec v této mezinárodní soutěži přišel po ukončení sezóny 2018/19, kdy už nebyl Slovan schopen nadále finančně účinkovat na takovéto úrovni. Za éry působnosti v KHL pak samotný klub velmi špatně splácel své závazky vůči hráčům a nebo ostatním dlužníkům (např. vlastníkům zimního stadionu za pronájem). Velké množství hráčů bez výplat následně podalo na klub trestní oznámení za neplnění závazků vůči svým zaměstnancům. Vedení samotné soutěže po jeho odchodu začalo mluvit o neefektivním vedení, které i přes jeho podporu nedokázalo zajistit plynulý chod celé organizace.
V roce 2023 náhle zemřel majitel klubu Rudolf Hrubý, jeho podíl zdědila dcera Elena Hrubá. V roce 2024 pak hrubá svůj 57% podíl prodala Peteru Korbačkovi, spoluvlastníku developerské společnosti J&T Real Estate (JTRE), prostřednictvím dceřiné firmy J&T Real Estate (JTRE) sports & entertainment a.s. 

## Historické názvy
Zdroj:
- 1921 – 1. ČsŠK Bratislava (Prvý československý športový klub Bratislava)
- 1939 – ŠK Bratislava (Športový klub Bratislava)
- 1948 – Sokol NV Bratislava (Sokol Národný výbor Bratislava)
- 1953 – TJ ÚNV Slovan Bratislava (Telovýchovná jednota Ústredný národný výbor Slovan Bratislava)
- 1961 – TJ Slovan CHZJD Bratislava (Televýchovná jednota Slovan Chemické závody Juraja Dimitrova Bratislava)
- 1990 – ŠK Slovan Bratislava (Športový klub Slovan Bratislava)
- 1993 – HC Slovan Bratislava (Hockey Club Slovan Bratislava)

## Získané trofeje

### Vyhrané domácí soutěže
- Československý mistr v ledním hokeji (1×)
  - 1978/79
- Slovenský mistr v ledním hokeji (9×)
  - 1997/98, 1999/00, 2001/02, 2002/03, 2004/05, 2006/07, 2007/08, 2011/12, 2021/22

### Vyhrané mezinárodní soutěže
- Spenglerův pohár (3×)
  - 1972, 1973, 1974
- Kontinentální pohár (1×)
  - 2003/04

## Přehled ligové účasti
Stručný přehled
Zdroj:
- 1939–1944: Slovenská liga (1. ligová úroveň na Slovensku)
- 1945–1947: 1. liga – sk. A (1. ligová úroveň v Československu)
- 1947–1948: 1. liga – sk. B (1. ligová úroveň v Československu)
- 1948–1951: 1. liga (1. ligová úroveň v Československu)
- 1951–1953: 1. liga – sk. C (1. ligová úroveň v Československu)
- 1953–1954: 1. liga – sk. A (1. ligová úroveň v Československu)
- 1954–1955: Celostátní soutěž – sk. B (2. ligová úroveň v Československu)
- 1955–1956: 1. liga – sk. A (1. ligová úroveň v Československu)
- 1956–1981: 1. liga (1. ligová úroveň v Československu)
- 1981–1982: 1. SNHL (2. ligová úroveň v Československu)
- 1982–1989: 1. liga (1. ligová úroveň v Československu)
- 1989–1990: 1. SNHL (2. ligová úroveň v Československu)
- 1990–1991: 1. liga (1. ligová úroveň v Československu)
- 1991–1992: 1. liga – sk. Východ (1. ligová úroveň v Československu)
- 1992–1993: 1. liga (1. ligová úroveň v Československu)
- 1993–2012: Extraliga (1. ligová úroveň na Slovensku)
- 2012–2019: Kontinentální hokejová liga (1. ligová úroveň v Rusku / mezinárodní soutěž)
- 2019– : Extraliga (1. ligová úroveň na Slovensku)

Jednotlivé ročníky
Zdroj:
Legenda: ZČ - základní část, červené podbarvení - sestup, zelené podbarvení - postup, fialové podbarvení - reorganizace, změna skupiny či soutěže
| Slovensko (1939 – 1944)      |                           |           |                  |                                                                    |                 |
| Sezóny                       | Soutěž                    | Úroveň    | ZČ               | Play-off, nadstavba, sk. o udržení...                              | Poznámky        |
| 1939/40                      | Slovenská liga            | 1. úroveň | Zlatá medaile    |                                                                    |                 |
| 1940/41                      | Slovenská liga            | 1. úroveň | Zlatá medaile    |                                                                    |                 |
| 1941/42                      | Slovenská liga            | 1. úroveň | Zlatá medaile    |                                                                    |                 |
| 1942/43                      | Slovenská liga            | 1. úroveň | Stříbrná medaile |                                                                    |                 |
| 1943/44                      | Slovenská liga            | 1. úroveň | Stříbrná medaile |                                                                    | Reorganizace    |
| Československo (1945 – 1993) |                           |           |                  |                                                                    |                 |
| Sezóny                       | Soutěž                    | Úroveň    | ZČ               | Play-off, nadstavba, sk. o udržení...                              | Poznámky        |
| 1945/46                      | 1. liga – sk. A           | 1. úroveň | Stříbrná medaile |                                                                    |                 |
| 1946/47                      | 1. liga – sk. A           | 1. úroveň | Stříbrná medaile |                                                                    | Změna skupiny   |
| 1947/48                      | 1. liga – sk. B           | 1. úroveň | Stříbrná medaile |                                                                    | Reorganizace    |
| 1948/49                      | 1. liga                   | 1. úroveň | Stříbrná medaile |                                                                    |                 |
| 1949/50                      | 1. liga                   | 1. úroveň | 6. místo         |                                                                    |                 |
| 1950/51                      | 1. liga                   | 1. úroveň | 5. místo         |                                                                    | Reorganizace    |
| 1951/52                      | 1. liga – sk. C           | 1. úroveň | Bronzová medaile |                                                                    |                 |
| 1952/53                      | 1. liga – sk. C           | 1. úroveň | 5. místo         |                                                                    | Změna skupiny   |
| 1953/54                      | 1. liga – sk. A           | 1. úroveň | 6. místo         |                                                                    | Sestup          |
| 1954/55                      | Celostátní soutěž – sk. B | 2. úroveň | Zlatá medaile    | Finálová skupina (2. místo)                                        | Postup          |
| 1955/56                      | 1. liga – sk. A           | 1. úroveň | 7. místo         |                                                                    | Reorganizace    |
| 1956/57                      | 1. liga                   | 1. úroveň | 6. místo         |                                                                    |                 |
| 1957/58                      | 1. liga                   | 1. úroveň | 8. místo         |                                                                    |                 |
| 1958/59                      | 1. liga                   | 1. úroveň | 8. místo         |                                                                    |                 |
| 1959/60                      | 1. liga                   | 1. úroveň | Stříbrná medaile |                                                                    |                 |
| 1960/61                      | 1. liga                   | 1. úroveň | Stříbrná medaile |                                                                    |                 |
| 1961/62                      | 1. liga                   | 1. úroveň | Zlatá medaile    | Finálová skupina (2. místo)                                        |                 |
| 1962/63                      | 1. liga                   | 1. úroveň | Stříbrná medaile | Finálová skupina (3. místo)                                        |                 |
| 1963/64                      | 1. liga                   | 1. úroveň | Bronzová medaile | Finálová skupina (2. místo)                                        |                 |
| 1964/65                      | 1. liga                   | 1. úroveň | Bronzová medaile | Finálová skupina (2. místo)                                        |                 |
| 1965/66                      | 1. liga                   | 1. úroveň | Bronzová medaile |                                                                    |                 |
| 1966/67                      | 1. liga                   | 1. úroveň | 4. místo         |                                                                    |                 |
| 1967/68                      | 1. liga                   | 1. úroveň | 4. místo         |                                                                    |                 |
| 1968/69                      | 1. liga                   | 1. úroveň | Bronzová medaile |                                                                    |                 |
| 1969/70                      | 1. liga                   | 1. úroveň | Stříbrná medaile |                                                                    |                 |
| 1970/71                      | 1. liga                   | 1. úroveň | 4. místo         | Zápas o 3. místo (výhra)                                           |                 |
| 1971/72                      | 1. liga                   | 1. úroveň | Stříbrná medaile |                                                                    |                 |
| 1972/73                      | 1. liga                   | 1. úroveň | Bronzová medaile | Zápas o 3. místo (výhra)                                           |                 |
| 1973/74                      | 1. liga                   | 1. úroveň | 7. místo         |                                                                    |                 |
| 1974/75                      | 1. liga                   | 1. úroveň | 5. místo         |                                                                    |                 |
| 1975/76                      | 1. liga                   | 1. úroveň | 8. místo         | Skupina o udržení (4. místo)                                       |                 |
| 1976/77                      | 1. liga                   | 1. úroveň | 6. místo         |                                                                    |                 |
| 1977/78                      | 1. liga                   | 1. úroveň | 8. místo         |                                                                    |                 |
| 1978/79                      | 1. liga                   | 1. úroveň | Zlatá medaile    |                                                                    |                 |
| 1979/80                      | 1. liga                   | 1. úroveň | Bronzová medaile |                                                                    |                 |
| 1980/81                      | 1. liga                   | 1. úroveň | 12. místo        |                                                                    | Sestup          |
| 1981/82                      | 1. SNHL                   | 2. úroveň | Zlatá medaile    | Kvalifikace o 1. ligu (výhra)                                      | Postup          |
| 1982/83                      | 1. liga                   | 1. úroveň | 10. místo        |                                                                    |                 |
| 1983/84                      | 1. liga                   | 1. úroveň | 9. místo         |                                                                    |                 |
| 1984/85                      | 1. liga                   | 1. úroveň | 10. místo        |                                                                    |                 |
| 1985/86                      | 1. liga                   | 1. úroveň | 11. místo        | Skupina o udržení (1. místo)                                       |                 |
| 1986/87                      | 1. liga                   | 1. úroveň | 7. místo         | Čtvrtfinále                                                        |                 |
| 1987/88                      | 1. liga                   | 1. úroveň | 11. místo        | Skupina o udržení (3. místo)                                       |                 |
| 1988/89                      | 1. liga                   | 1. úroveň | 12. místo        | Prolínací soutěž o 1. ligu (5. místo)                              | Sestup          |
| 1989/90                      | 1. SNHL                   | 2. úroveň | Zlatá medaile    | Prolínací soutěž o 1. ligu (2. místo)                              | Postup          |
| 1990/91                      | 1. liga                   | 1. úroveň | 8. místo         |                                                                    | Reorganizace    |
| 1991/92                      | 1. liga – sk. Východ      | 1. úroveň | 6. místo         | Osmifinále                                                         | Reorganizace    |
| 1992/93                      | 1. liga                   | 1. úroveň | 13. místo        |                                                                    | Reorganizace    |
| Slovensko (1993 – 2012)      |                           |           |                  |                                                                    |                 |
| Sezóny                       | Soutěž                    | Úroveň    | ZČ               | Play-off, nadstavba, sk. o udržení...                              | Soupiska        |
| 1993/94                      | Extraliga                 | 1. úroveň | Bronzová medaile | Zápas o 3. místo (prohra 1:2 na zápasy s Martimex ZŤS Martin)      |                 |
| 1994/95                      | Extraliga                 | 1. úroveň | Bronzová medaile | Zápas o 3. místo (výhra 2:1 na zápasy s ŠKP PS Poprad)             |                 |
| 1995/96                      | Extraliga                 | 1. úroveň | 5. místo         | Zápas o 3. místo (výhra 3:1 na zápasy s Martimex ZŤS Martin)       |                 |
| 1996/97                      | Extraliga                 | 1. úroveň | Bronzová medaile | Zápas o 5. místo (výhra 2:0 na zápasy s MHk 32 Liptovský Mikuláš)  |                 |
| 1997/98                      | Extraliga                 | 1. úroveň | Zlatá medaile    | Finále (výhra 3:2 na zápasy s HC Košice)                           |                 |
| 1998/99                      | Extraliga                 | 1. úroveň | Zlatá medaile    | Finále (prohra 1:3 na zápasy s HC Košice)                          |                 |
| 1999/00                      | Extraliga                 | 1. úroveň | Zlatá medaile    | Finále (výhra 3:2 na zápasy s HKM Zvolen)                          |                 |
| 2000/01                      | Extraliga                 | 1. úroveň | Stříbrná medaile | Semifinále (prohra 2:3 na zápasy s HK Dukla Trenčín)               |                 |
| 2001/02                      | Extraliga                 | 1. úroveň | Stříbrná medaile | Finále (výhra 4:2 na zápasy s HKM Zvolen)                          |                 |
| 2002/03                      | Extraliga                 | 1. úroveň | Zlatá medaile    | Finále (výhra 4:0 na zápasy s HC Košice)                           |                 |
| 2003/04                      | Extraliga                 | 1. úroveň | Bronzová medaile | Semifinále (prohra 3:4 na zápasy s HKM Zvolen)                     |                 |
| 2004/05                      | Extraliga                 | 1. úroveň | Stříbrná medaile | Finále (výhra 4:3 na zápasy s HKM Zvolen)                          | Zde             |
| 2005/06                      | Extraliga                 | 1. úroveň | 7. místo         | Čtvrtfinále (prohra 0:4 na zápasy s HC Košice)                     | Zde             |
| 2006/07                      | Extraliga                 | 1. úroveň | Bronzová medaile | Finále (výhra 4:0 na zápasy s HK Dukla Trenčín)                    | Zde             |
| 2007/08                      | Extraliga                 | 1. úroveň | Zlatá medaile    | Finále (výhra 4:3 na zápasy s HC Košice)                           | Zde             |
| 2008/09                      | Extraliga                 | 1. úroveň | Stříbrná medaile | Semifinále (prohra 3:4 na zápasy s HK 36 Skalica)                  | Zde             |
| 2009/10                      | Extraliga                 | 1. úroveň | Zlatá medaile    | Finále (prohra 3:4 na zápasy s HC Košice)                          | Zde             |
| 2010/11                      | Extraliga                 | 1. úroveň | 4. místo         | Čtvrtfinále (prohra 3:4 na zápasy s HK Dukla Trenčín)              | Zde             |
| 2011/12                      | Extraliga                 | 1. úroveň | Bronzová medaile | Finále (výhra 4:3 na zápasy s HC Košice)                           | Zde             |
| Rusko (KHL 2012 – 2019)      |                           |           |                  |                                                                    |                 |
| Sezóny                       | Soutěž                    | Úroveň    | ZČ               | Play-off, nadstavba, sk. o udržení...                              | Kapitán         |
| 2012/13                      | KHL (Bobrovova divize)    | 1. úroveň | 3. místo         | Osmifinále (prohra 0:4 na zápasy s HK Dynamo Moskva)               | bez kapitána    |
| 2013/14                      | KHL (Bobrovova divize)    | 1. úroveň | 6. místo         | Ne                                                                 | bez kapitána    |
| 2014/15                      | KHL (Bobrovova divize)    | 1. úroveň | 7. místo         | Ne                                                                 | Milan Bartovič  |
| 2015/16                      | KHL (Bobrovova divize)    | 1. úroveň | 3. místo         | Osmifinále (prohra 0:4 na zápasy s HC CSKA Moskva)                 | Tomáš Surový    |
| 2016/17                      | KHL (Bobrovova divize)    | 1. úroveň | 4. místo         | Ne                                                                 | Andrej Meszároš |
| 2017/18                      | KHL (Bobrovova divize)    | 1. úroveň | 5. místo         | Ne                                                                 | Andrej Meszároš |
| 2018/19                      | KHL (Tarasovova divize)   | 1. úroveň | 6. místo         | Ne                                                                 | Michal Sersen   |
| Slovensko (2019 –)           |                           |           |                  |                                                                    |                 |
| Sezóny                       | Soutěž                    | Úroveň    | ZČ               | Play-off, nadstavba, sk. o udržení...                              | Poznámky        |
| 2019/20                      | Extraliga                 | 1. úroveň | Stříbrná medaile | play-off zrušeno kvůli pandemii covidu-19                          | Michal Sersen   |
| 2020/21                      | Extraliga                 | 1. úroveň | 4. místo         | Čtvrtfinále Prohra ve s HK Nitra 1 : 4 na zápasy                   | Michal Sersen   |
| 2021/22                      | Extraliga                 | 1. úroveň | Zlatá medaile    | Finále (výhra 4:2 na zápasy s HK Nitra)                            | Michal Sersen   |
| 2022/23                      | Extraliga                 | 1. úroveň | Stříbrná medaile | Čtvrtfinále Prohra ve s HK Dukla Ingema Michalovce 2 : 4 na zápasy | Michal Sersen   |
| 2023/24                      | Extraliga                 | 1. úroveň | 5. místo         | Čtvrtfinále (prohra 0 : 4 na zápasy s HC Košice)                   | Michal Sersen   |
| 2024/25                      | Extraliga                 | 1. úroveň | 7. místo         | Předkolo (prohra 1 : 3 na zápasy s HKM Zvolen)                     | Michal Sersen   |

## Češi ve HC Slovanu Bratislava
| Soutěž                      | Ročník    | Úspěchy       | Hráči |
| --------------------------- | --------- | ------------- | --- |
| Slovenská extraliga         | 1995/1996 |               | Jiří Šejba |
| Slovenská extraliga         | 1996/1997 |               | Jiří Šejba |
| Slovenská extraliga         | 1997/1998 | Zlatá medaile | Ivo Čapek |
| Slovenská extraliga         | 1998/1999 |               | Ivo Čapek |
| Slovenská extraliga         | 1999/2000 | Zlatá medaile | Radovan Biegl |
| Slovenská extraliga         | 2000/2001 |               | – |
| Slovenská extraliga         | 2002/2003 | Zlatá medaile | Petr Pavlas, Michal Šafařík, Daniel Seman |
| Slovenská extraliga         | 2003/2004 |               | Petr Pavlas, Jaroslav Nedvěd |
| Slovenská extraliga         | 2004/2005 | Zlatá medaile | Libor Bárta, Jan Horáček, Petr Pavlas, Tomáš Němčický |
| Slovenská extraliga         | 2005/2006 |               | Libor Bárta, Petr Buzek, Vladimír Gyna, David Kudelka, Petr Pavlas, Tomáš Chlubna, Roman Kaděra, Radim Kucharczyk, Petr Míka, Tomáš Němčický |
| Slovenská extraliga         | 2006/2007 | Zlatá medaile | Petr Pavlas, Jan Srdinko, Marek Vorel |
| Slovenská extraliga         | 2007/2008 | Zlatá medaile | Petr Pavlas, Jan Srdínko |
| Slovenská extraliga         | 2008/2009 |               | Petr Pavlas, Martin Hlavačka, Jan Srdinko, Ivo Kotaska, Martin Výborný |
| Slovenská extraliga         | 2009/2010 |               | Radim Tesařík, Tomáš Demel |
| Slovenská extraliga         | 2010/2011 |               | Mario Cartelli, David Hájek, Robert Kantor, Robert Schnabel, Tomáš Demel |
| Slovenská extraliga         | 2011/2012 | Zlatá medaile | Michal Dobroň |
| Kontinentální hokejová liga | 2012/2013 |               | Michal Vondrka, Tomáš Mojžíš, Rostislav Čada (trenér) |
| Kontinentální hokejová liga | 2013/2014 |               | Michal Vondrka, Miroslav Kopřiva, Tomáš Mojžíš, Martin Škoula, Marek Trončinský, Rostislav Čada (trenér) |
| Kontinentální hokejová liga | 2014/2015 |               | Tomáš Netík, Michal Vondrka od 30.1.2015 HC Sparta Praha, Václav Nedorost, Tomáš Rachůnek později HC Olomouc, Rostislav Čada (trenér) |
| Kontinentální hokejová liga | 2015/2016 |               | Václav Nedorost, Lukáš Kašpar, Filip Novák, od 21.12.2015 Tomáš Kundrátek, Miloš Říha (trenér) |
| Kontinentální hokejová liga | 2016/2017 |               | Václav Nedorost, Tomáš Kundrátek, Radek Smoleňák, Tomáš Kubalík, Jakub Valský - odchod do Bílí Tygři Liberec, Lukáš Vopelka |
| Kontinentální hokejová liga | 2017/2018 |               | Marek Mazanec, Jan Buchtele odchod do HC Sparta Praha, Michal Řepík odchod do HC Sparta Praha, Jakub Štěpánek, Lukáš Kašpar, Tomáš Černý, Tomáš Voráček odchod do HC Sparta Praha, Miloš Říha starší (trenér) – odvolán ke dni 6.10.2017, nový trenér Eduard Zankovec (Bělorusko) |
| Kontinentální hokejová liga | 2018/2019 |               | Rudolf Červený, Jakub Štěpánek, Lukáš Klok, Michal Řepík odchod do HK Viťaz Moskevská oblast |
| Slovenská extraliga         | 2019/2020 |               | Jindřich Abdul, Jiří Kučný, Vladislav Habal |
| Slovenská extraliga         | 2020/2021 |               | – |
| Slovenská extraliga         | 2021/2022 |               | – |
| Slovenská extraliga         | 2022/2023 |               | Jakub Březák |
| Slovenská extraliga         | 2023/2024 |               | Vladimír Růžička (trenér) |

## Seznam trenérů klubu
- 1945/1946 – Josef Maleček
- 1946/1947 – Josef Maleček
- 1947/1948 – Josef Maleček
- 1948/1949 – Michal Polóni
- 1949/1950 – Michal Polóni
- 1950/1951 – Michal Polóni
- 1951/1952 – Michal Polóni
- 1952/1953 – Zdeněk Bláha
- 1953/1954 – Zdeněk Bláha
- 1954/1955 – Zdeněk Bláha
- 1955/1956 – Jiří Anton
- 1956/1957 – Jiří Anton
- 1957/1958 – Michal Polóni
- 1958/1959 – Ladislav Horský
- 1959/1960 – Ladislav Horský
- 1960/1961 – Ladislav Horský
- 1961/1962 – Ladislav Horský
- 1962/1963 – Ladislav Horský
- 1963/1964 – Rastislav Jančuška
- 1964/1965 – Rastislav Jančuška
- 1965/1966 – Rastislav Jančuška
- 1966/1967 – Ladislav Horský
- 1967/1968 – Ladislav Horský
- 1968/1969 – Ján Starší
- 1969/1970 – Ján Starší
- 1970/1971 – Ján Starší
- 1971/1972 – Ján Starší
- 1972/1973 – Karol Fako, v průběhu sezóny Ján Starší a Jaroslav Walter
- 1973/1974 – Ján Starší, Jaroslav Walter
- 1974/1975 – Juraj Mitošinka, Eduard Gábriš
- 1975/1976 – Juraj Mitošinka
- 1976/1977 – Ladislav Horský, Miroslav Kubovič
- 1977/1978 – Ladislav Horský, Miroslav Kubovič
- 1978/1979 – Ladislav Horský, Miroslav Kubovič
- 1979/1980 – Ladislav Horský, Miroslav Kubovič
- 1980/1981 – Ladislav Horský, Július Černický
- 1981/1982 – Jaroslav Walter, Július Černický
- 1982/1983 – Jaroslav Walter – v průběhu sezóny Waltera vystřídal Július Haas, Vladimír Dzurilla
- 1983/1984 – Břetislav Guryča, Július Haas, chvíli i Juraj Mitošinka
- 1984/1985 – Július Haas, Břetislav Guryča
- 1985/1986 – Jozef Golonka, Július Haas
- 1986/1987 – Jozef Golonka, Július Haas
- 1987/1988 – Jozef Golonka, Július Haas; později pouze Haas
- 1988/1989 – R.Tománek, M.Holíček, v průběhu sezóny Július Haas, Juraj Okoličány
- 1989/1990 – Ján Filc, Dušan Žiška, od prolínací soutěže pak Jaroslav Walter
- 1990/1991 – Jaroslav Walter, Dušan Žiška
- 1991/1992 – Jaroslav Walter, Dušan Žiška
- 1992/1993 – Dušan Žiška, Miroslav Miklošovič
- 1993/1994 – Dušan Žiška, Miroslav Miklošovič, v průběhu sezóny i Dárius Rusnák
- 1994/1995 – Dušan Žiška, Dárius Rusnák, Jozef Bukovinský
- 1995/1996 – Dušan Žiška, Dárius Rusnák, Jozef Bukovinský, v průběhu sezóny Žišku vystřídal Július Haas
- 1996/1997 – Dušan Žiška, Július Haas, v průběhu sezóny Ernest Bokroš a Ľudovít Venutti
- 1997/1998 – Ernest Bokroš, Ľudovít Venutti
- 1998/1999 – Ernest Bokroš, Ľudovít Venutti
- 1999/2000 – Ernest Bokroš, Ľudovít Venutti, v průběhu sezóny František Hossa, Ľubomír Pokovič
- 2000/2001 – František Hossa, Ľubomír Pokovič, v průběhu sezóny František Hossa odešel, asistentem se stal Ivan Dornič; na konci sezóny byly všichni vystřídání dvojicí Jaroslav Walter a Ľubomír Pokovič
- 2001/2002 – Miloš Říha, Ľubomír Pokovič, Marcel Sakáč
- 2002/2003 – Július Šupler, Miroslav Miklošovič, Marcel Sakáč
- 2003/2004 – Ľubomír Pokovič, Miroslav Miklošovič a Marcel Sakáč
- 2004/2005 – Miloš Říha, Miroslav Miklošovič, Rudolf Jurčenko
- 2005/2006 – Ján Jaško a Miroslav Miklošovič
- 2006/2007 – Rostislav Čada (v průběhu sezóny odešel), Zdeno Cíger, Roman Cvečka
- 2007/2008 – Zdeno Cíger, Miroslav Miklošovič, Igor Tóth
- 2008/2009 – Zdeno Cíger (v průběhu sezóny odešel), Róbert Pukalovič, Rudolf Jurčenko, v průběhu sezóny i Antonín Stavjaňa
- 2009/2010 – Antonín Stavjaňa, Róbert Pukalovič, Rudolf Jurčenko
- 2010/2011 – Pavel Hynek (v průběhu sezóny odešel), Zdeno Cíger a Miroslav Miklošovič, Rudolf Jurčenko
- 2011/2012 – Štefan Mikeš a Miroslav Mosnár, Rudolf Jurčenko (v průběhu sezóny namísto Mikeša), Jan Neliba a Roman Stantien
- 2012/2013 – Rostislav Čada, Svatopluk Číhal, Roman Stantien
- 2013/2014 – Rostislav Čada, Ján Lipiansky, Roman Stantien
- 2014/2015 – Rostislav Čada (v průběhu sezóny Petri Matikainen), Vladimír Országh
- 2015/2016 – Miloš Říha, Roman Stantien, Rudolf Jendek
- 2016/2017 – Miloš Říha, Roman Stantien, Rudolf Jendek
- 2017/2018 – Miloš Říha (v průběhu sezóny Eduard Zankovec), Róbert Petrovický, Rudolf Jendek
- 2018/2019 – Vladimír Országh, Róbert Petrovický, Rudolf Jendek
- 2018/2020 - Roman Stantien, Rudolf Jendek
- 2020/2021 - Roman Stantien (v průběhu sezóny Róbert Döme a Marian Bazany), Rudolf Jendek
- 2021/2022 - Róbert Döme (v průběhu sezóny Andrej Podkonický), Pekka Kangasalusta, Ján Lipianský, Tony Virta
- 2022/2023 - Andrej Podkonický (v průběhu sezóny Ján Pardavý), Richard Kapuš
- 2023/2024 - Vladimír Růžička, Rudolf Jendek, Richard Kapuš

## Slavní hráči klubu
- Marian Bezák – odchovanec
- Zdeno Cíger – ve Slovanu (1996-2006)
- Július Černický – člen Síně slávy slovenského hokeje, v Slovane (1956–1969)
- Vladimír Dzurilla – člen Síně slávy IIHF, člen Síně slávy slovenského hokeje, odchovanec (1957-1973)
- Karol Fako – člen Síně slávy slovenského hokeje, odchovanec (1945-1956)
- Jozef Golonka – člen Síně slávy IIHF, člen Síně slávy slovenského hokeje, odchovanec (1955-57, 1959-1967)
- František Gregor – člen Síně slávy slovenského hokeje, odchovanec (1955-1957, 1959-1970)
- Ján Jendek – člen Síně slávy slovenského hokeje, odchovanec (1948, 1952 a 1954-66)
- Ľubomír Kolník – ve Slovanu (1996-2001)
- Milan Kužela – člen Síně slávy slovenského hokeje, odchovanec (1957-1980 a 1982-1983)
- Václav Nedomanský – člen Síně slávy slovenského hokeje, (1962-1974)
- Dušan Pašek – člen Síně slávy slovenského hokeje, odchovanec
- Dárius Rusnák – člen Síně slávy slovenského hokeje, odchovanec
- Ján Starší – člen Síně slávy IIHF, člen Síně slávy slovenského hokeje
- Miroslav Šatan – ve Slovanu (2004-2005 a 2011-2012)
- Martin Štrbák – ve Slovanu (1994-1997)
- Anton Šťastný – odchovanec (1977-1980)
- Marián Šťastný – odchovanec (1973-1980)
- Peter Šťastný – člen Síně slávy IIHF, člen Síně slávy slovenského hokeje, odchovanec (1975-1980)
- Rudolf Tajcnár – člen Síně slávy slovenského hokeje, odchovanec (1959-1966, 1968-1976)
- Jaroslav Walter – člen Síně slávy slovenského hokeje, v Slovane (1964-1969)
- Ľubomír Višňovský – ve Slovanu (1994-2000, 2004-2005)
- Richard Kapuš – odchovanec (1990-1996, 1996-2000, 2001-2003, 2004-2005, 2007-2008, 2010-2011)
- Jaroslav Halák – ve Slovanu (2003-2004)

## Účast v mezinárodních pohárech
Zdroj:
Legenda: SP - Spenglerův pohár, EHP - Evropský hokejový pohár, EHL - Evropská hokejová liga, SSix - Super six, IIHFSup - IIHF Superpohár, VC - Victoria Cup, HLMI - Hokejová liga mistrů IIHF, ET - European Trophy, HLM - Hokejová liga mistrů, KP - Kontinentální pohár
- SP 1971 – Základní skupina (2. místo)
- SP 1972 – Základní skupina (1. místo)
- SP 1973 – Základní skupina (1. místo)
- SP 1974 – Základní skupina (1. místo)
- EHP 1979/1980 – Finálová skupina (3. místo)
- EHL 1996/1997 – Čtvrtfinále
- EHL 1997/1998 – Čtvrtfinále
- EHL 1998/1999 – Základní skupina B (3. místo)
- EHL 1999/2000 – Čtvrtfinále
- KP 2000/2001 – Finálová skupina (3. místo)
- KP 2002/2003 – Zápas o 5. místo (výhra)
- KP 2003/2004 – Vítěz
- SSix 2006 – Základní skupina A (3. místo)
- SSix 2008 – Základní skupina B (2. místo)
- HLMI 2008/2009 – Základní skupina C (3. místo)
- ET 2011 – Východní divize (3. místo)
- ET 2012 – Čtvrtfinále
- ET 2013 – Jižní divize (2. místo)